# Spirostreptus ibanda
Spirostreptus ibanda är en mångfotingart som först beskrevs av Filippo Silvestri 1907.  Spirostreptus ibanda ingår i släktet Spirostreptus och familjen Spirostreptidae. Inga underarter finns listade i Catalogue of Life.